# Republicanisme

La llibertat guiant al poble d'Eugène Delacroix, al·legoria republicana de la revolta i el seu lema Liberté, égalité, fraternité

El republicanisme és la ideologia que propugna governar una nació com una república, és a dir, com una «cosa pública» o un afer que competeix a tota la ciutadania i no tan sols a una determinada classe social o a unes elits. Se sosté en oposició a les formes de govern de la monarquia, l'aristocràcia, l'oligarquia i la dictadura. Per extensió, es refereix a un sistema polític que protegeix la llibertat i especialment es fonamenta en el dret, en la llei, que no pot ignorar-se pel mateix govern.

## Fonaments
Segons el filòsof Ramon Alcoberro en l'article «Republicanisme: una introducció»: «el republicanisme és segurament la tradició política més antiga de la història d'Europa; com a tal filosofia política, té el seu origen darrer en l'obra de Ciceró en la república romana i, més estrictament, es desenvolupa amb Maquiavel en el Renaixement. La doctrina republicana rep la seva formulació madura en el pensament de les llums, amb Montesquieu, els pares fundadors dels EUA, i Tocqueville. No és necessàriament antimonàrquic, però sí radicalment antidespòtic».
S'ha escrit molt sobre quins tipus de valors i comportaments han de tenir els ciutadans d'una república per al seu desenvolupament i èxit; se sol fer èmfasi generalment en la participació ciutadana, valors cívics i la seva oposició a la corrupció. Fou Maquiavel qui posà èmfasi en la virtut com a principal valor republicà. Posteriorment, Montesquieu plantejà que la teoria republicana ha de fonamentar-se en un sistema garantista i en la divisió de poders.
El republicanisme es caracteritza per ser una teoria comunitària (perquè el seu subjecte polític és col·lectiu), realista (perquè nega valor a les utopies), laica (perquè rebutja tota ingerència de la religió en la vida política) i democratitzadora.
En la tradició republicana, és més important l'exercici dels drets polítics i la defensa de la constitució (que garanteix la comunitat cívica, basada en valors morals compartits), que no pas l'estricta forma de govern. El republicanisme s'enfronta al comunitarisme de base ètnica, que ignora el pluralisme de les societats modernes.
Es pot parlar de major democratització d'un país quan s'establix una monarquia constitucional (com els estats del Regne Unit, el Regne d'Espanya, el Canadà o l'Estat del Japó), però en cap d'aquests casos pot parlar-se de república. Recentment la Mancomunitat d'Austràlia s'ha debatut sobre la validesa de la seva lleialtat a la corona britànica, encara que la proposta per convertir-se en república presidencialista es va veure rebutjada per una majoria simple (el 55% de vots en contra). El republicanisme, però, no es pot identificar linealment amb la república. Moltes dictadures s'han anomenat elles mateixes com a «repúbliques», però cap ha protegit els drets bàsics, com la llibertat de premsa o els drets humans de la seva pròpia ciutadania.

## Concepció republicana de llibertat
El filòsof Philip Pettit defineix la llibertat republicana com a «no-dominació», és a dir, que cap poder arbitrari tingui la possibilitat d'interferència sobre la capacitat de decisió de l'individu. Aquesta definició de llibertat entén de graus, car una persona pot ser més o menys lliure en la mesura que un tercer tingui més capacitat d'exercir aquesta dominació.
La dominació no té perquè implicar interferència, és a dir, una persona pot tenir la capacitat d'influenciar les decisions d'una altra i no fer-ho. En aquest supòsit, el republicanisme també segueix denunciant la dominació existent.

## El republicanisme als Països Catalans

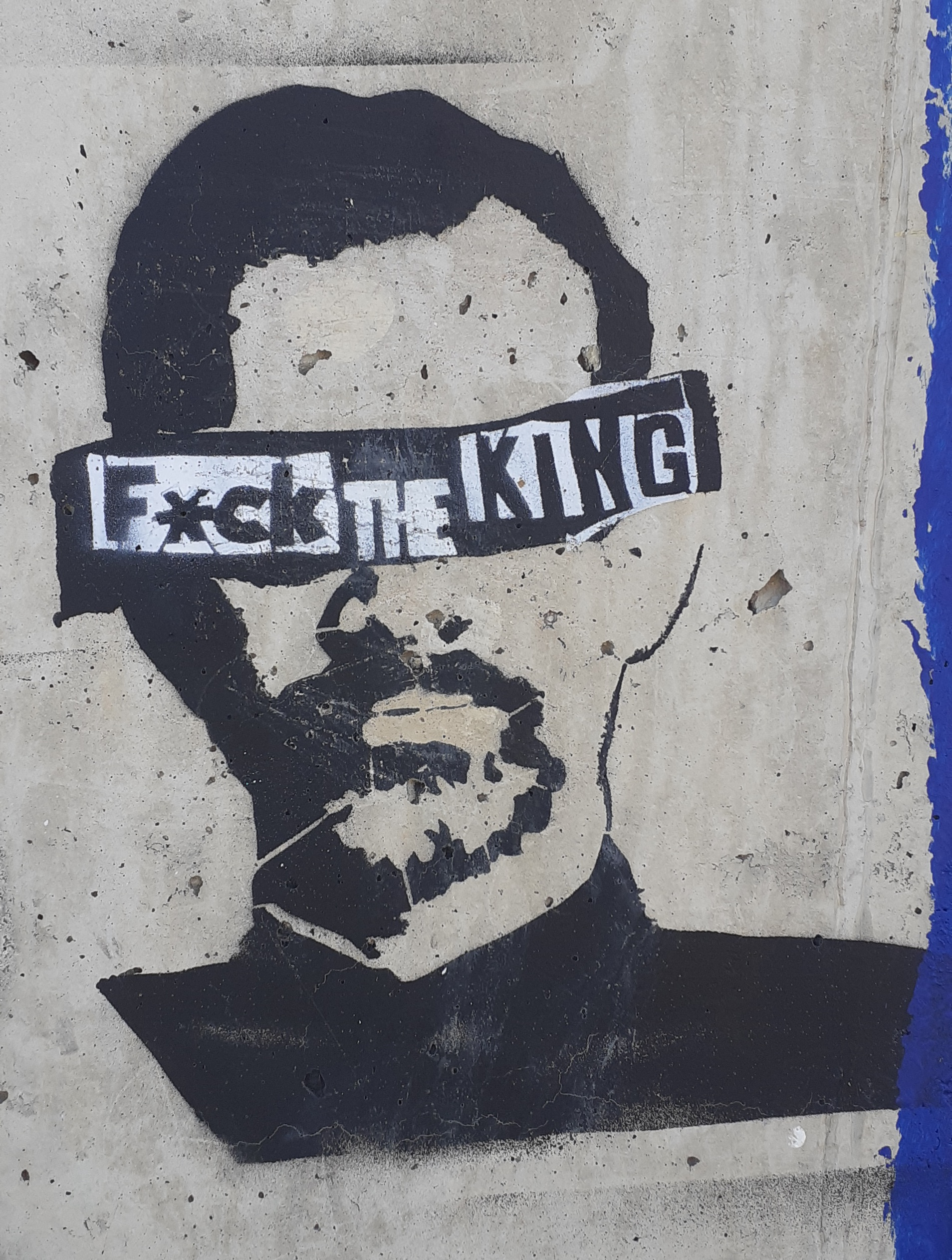
Estergit dedicat a Felip VI a Alpicat

Diferents partits dels Països Catalans han tingut els republicanisme com a ideologia. Entre aquest cal destacar: la Unió Federal Nacionalista Republicana, el Bloc Republicà Autonomista i el Partit Republicà Català. Actualment, la principal formació política que reivindica aquesta ideologia és Esquerra Republicana. També el Partit Demòcrata Europeu Català i la Candidatura d'Unitat Popular són partidaris d'una República Catalana.